# Carlos Bunga
Carlos Bunga (Oporto, Portugal, 1976 ) es un artista portugués conocido por sus instalaciones a partir de materiales producidos en massa, como el cartón, la cinta adhesiva y la pintura doméstica, cuestionando la arquitectura como lenguaje del poder y otras inercias arraigadas a ella, como el orden o la solidez.
En su trabajo lo épico y lo cotidiano van siempre de la mano.
Vive y trabaja en Barcelona.

## Biografía
Nace en Oporto en 1976 dónde vive junto a su madre y hermanos. En 1978 son trasladados a la antigua prisión del Forte de Peniche, transformada en un centro de acogida para refugiados y donde viven durante cinco años hasta ser trasladados a una vivienda de protección oficial en la misma área.
En 1998, con veintitrés años,  empieza sus estudios de Bellas Artes en la Escuela Superior de Diseño de Caldas de Rainha. En 2003 gana el premio EDP Novos Artistas que tiene lugar en la Fundación Serralves y en 2004 participa en Manifesta 5 en San Sebastián, España (2004), siendo esta la primera vez que participa en una exposición internacional.

## Obra

### Superficie
El interés de Bunga hacia las artes plásticas se inicia con la pintura siendo estudiante de la facultad de Bellas Artes. “La pintura está directa o indirectamente presente en todos mis trabajos. Es la base de mi pensamiento, un lugar multifacético, lleno de capas, perspectivas y olores”, dice el artista. Desde los inicios, trabaja la pintura en su versión expandida, hecho que le permite crear ambientes policromáticos y envolventes donde la pintura se experimenta con el cuerpo.

### Espacio
Las instalaciones site-specific surgen de la experiencia directa con el espacio de trabajo. No existe un proyecto predeterminado, algo diseñado o planeado previamente para ser construido, son obras que resultan de la confrontación y el diálogo con la arquitectura que las aloja y a partir del uso de materiales humildes y de bajo coste construye arquitecturas transitorias y precarias que crean a su vez una ficción con la arquitectura preexistente, alterando la circulación y la percepción de interiores específicos.
“Cada nueva obra se alimenta de la anterior, reincorpora viejas texturas, repiensa los cromatismos, reformula la escala, etc., cada nuevo site-specific tiene una relación dialógica con sus obras anteriores. De modo que cada nuevo proyecto nos orienta hacia un problema que se mantiene en toda su práctica: como la nueva vida es posible." Chus Martínez.
En varias ocasiones las instalaciones se presentan como una arquitectura que desafía a otra arquitectura, que la fragmenta para volverla a ver. Una vez finalizados estos proyectos, ellos dan origen a los conjuntos de dibujos que surgen como una búsqueda sobre las posibilidades conceptuales y de superación de las restricciones formales y espaciales del propio espacio. Son cuadernos del post proyecto.

### Acción
Bunga, influenciado en los inicios de su carrera por el Grupo Gutai, a menudo realiza intervenciones sobre sus instalaciones site-specific, acelerando el proceso de transformación o decadencia de la propia pieza y acentuando el contraste y la tensión entre el proceso de construcción que suele tener una duración aproximada de dos o tres semanas y el de transformación que dura menos de una hora. Su trabajo está basado en un complejo sistema de tiempo, oscilando entre temporalidades alteradas y aceleraciones repentinas. Acelerando el ciclo de vida de sus construcciones, Bunga enfatiza la fragilidad e inestabilidad de la arquitectura que a su vez funciona como una metáfora de la propia vida. El carácter efímero de muchos de sus trabajos y la fragilidad revelada de sus construcciones, provocan de inmediato evocaciones de carácter literario y asociaciones a cuestiones relativas al paisaje urbano y social.

### Objeto
La serie de maquetas tituladas ‘Untitled. Model’ (2002) son los primeros trabajos de Bunga dónde explora su interés por la arquitectura; rápidamente empieza a tener una relación problemática con estas arquitecturas imposibles y empieza a jugar con la escala con el fin de conseguir realizar estas maquetas a escala 1:1, maquetas a escala humana, construidas como pinturas, a modo de instalaciones tridimensionales de ideas visuales. Bunga realiza también intervenciones en el mobiliario doméstico, creando una relación distinta con estas dos realidades. En otros trabajos más recientes, los objetos devienen elementos de nuestra imaginación como son los ‘Casulhos’ (2017) realizados en cerámica o cartón, en ellos se manifiesta de nuevo su interés por la idea de transformación telúrica.

## Exposiciones
Bunga realiza su primera exposición individual en la Galería Elba Benítez en Madrid (2005). En 2007 su trabajo es incluido en la exposición Unmonumental en el New Museum de Nueva York, curada por Massimiliano Gioni, Richard Flood  y Laura Hoptman.  En 2009 el Miami Art Museum presenta la primera exposición en un museo americano, posteriormente realiza proyectos en el Hammer Museum de Los Angeles (2011), el Museo de Arte Contemporáneo de Detroit, MOCAD, (2017), entre otras, así como en museos latinoamericanos como la Pinacoteca de Sao Paulo (2012) o el Museo de Arte de la Universidad Nacional de Colombia (2015).
También ha realizado numerosas exposiciones individuales en museos europeos, como por ejemplo la Fundación Serralves de Oporto (2012), Haus Konstruktiv de Zurick (2015), Museo de Arte Contemporáneo de Barcelona, MACBA, de Barcelona (2015), el Museo de Arte y Tecnología de Lisboa dónde su trabajo fue objeto de estudio exhaustivo en la exposición The Architecture of Life, curada por Iwona Blazwick, la Whitechapel de Londres (2020), la Secession de Viena (2021), la Schirn Kunsthalle de Frankfurt (2022) o el Palacio de Cristal, Museo Centro de Arte Reina Sofía de Madrid (2022).
Participa en numerosas exposiciones colectivas, entre ellas la Bienal de Arquitectura de Chicago (2015), la Bienal de Sao Paulo (2010) y Manifesta 5 (2004).

### Individuales
- Performar la naturaleza. BombasGens Centre d'Art, Fundació per Amor a l'Art. 2023, Valencia, España.

- Contra la extravagancia del deseo. Palacio de Cristal, Museo Nacional Centro de Arte Reina Sofía. 2022, Madrid, España.
- El lloc on cada dia abandonem el món. MAC Mataró. 2022, Mataró, España.
- Home. CAM em Movimento, Fundação Calouste Gulbenkian. 2022, Mataró, España.
- Carlos Bunga. Schirn Kunsthalle Frankfurt. 2022, Frankfurt, Alemania.
- Mind Awake, Body Asleep. Secession. 2021, Viena, Austria.
- Something Necessary and Useful. Whitechapel Gallery. 2020, Londres, Reino Unido.
- A Sudden Beginning. MOCA Toronto. 2020, Toronto, Canadá.
- Carlos Bunga. The Architecture of Life. The Architecture of Life. Enviroments, Sculptures, Paintings and Films. Museo de Arte, Arquitectura e Tecnologia. 2019, Lisboa, Portugal.
- Carlos Bunga. Where I am Free. Fundação Carmona y Costa. 2019, Lisboa, Portugal.
- Carlos Bunga : Doubled Architecture. Museum of Contemporary Art Detroit. 2018, Detroit, EE. UU.
- Capella. Museo de Arte Contemporáneo de Barcelona. 2015, Barcelona, España.
- Desplazamientos síquicos. Museo de la Universidad Nacional de Colombia. Bogotá, Colombia.
- I am a Nomad. Museum Haus Konstruktiv. 2015, Zurich, Suiza.
- Exodus. National Museum Wales, Cardiff. 2014, Cardiff, Gales.
- Por amor a la disidencia. Museo Amparo. 2014, Puebla, México.
- Ecosystem. Grand Rapids Public Museum. 2013, Michigan, EE.UU.
- Por amor a la disidencia. Museo Universitario de Arte Contemporáneo. 2013, Ciudad de México, México.
- Proyecto de Sonaeo/Serralves: Patricia Dauder y Carlos Bunga. Museo Serralves. 2012, Oporto, Portugal.
- Mausoléu. Pinacoteca do Estado São Paulo. 2012, San Pablo, Brasil.
- Carlos Bunga. Hammer Museum. 2011, Los Ángeles, EE.UU.
- Espacio mental. OPA. 2010, Guadalajara, México.
- Metamorphosis. Miami Art Museum. 2009, Miami, EE.UU.
- Heterotopías. MARCO Vigo. 2009, Vigo, España.
- Empty Cube. Appleton Square. 2009, Lisboa, Portugal.
- Culturgest Project. Culturgest. 2005. Lisboa, Portugal.

## Residencias
Desde los inicios de su trayectoria, ha realizado numerosas residencias internacionales: The Josef and Anni Albers Foundation en Irlanda (2022); The Watermill Center en Watermill (2017); MOCA Tucson (2014); ISCP en Nueva York (2006); Helsinki International artist in Residence Program, HIAP, Helsinki (2005) o Aldaba Art México (2007), entre otras.

### Libros de artista
- Yuxtaposiciones. Textos por Manuel Guerrero y Paulo Miyada. 2022, Tinta Invisible, Barcelona.
- Future Earth. Colouring Book. 2021, Glynn Vivian Art Gallery, Swansea.
- DNA Vol.2. 2020, Artphilein Editions, Lugano.
- Secession. Textos por Ainhoa González. 2020, Revolver Publishing, Berlin.
- Nomad. 2019, Fundação Carmona e Costa, Lisbon.
- Carlos Bunga: Time / Temporality. 2017, Cru, Barcelona.
- DNA. 2015, Artphilein Editions, Lugano.

### Publicaciones
- Carlos Bunga: Something Necessary and Useful. Editado por Emily Butler. 2020, Whitechapel Gallery, Londres.
- The Architecture of Life: Environments, Sculptures, Paintings, Drawings and Films. Editado por Iwona Blazwick. Textos por Iwona Blazwick, Carlos Bunga, Nuno Faria, Inês Grosso y Antony Hudek. 2019, Ediciones Polígrafa, Barcelona.
- Carlos Bunga. Textos por Adam Budak, João Fernandes, Marta Jecu, Ricardo Nicolau y María Inés Rodrígues. 2014, Serralves, Berlin.
- Carlos Bunga. Textos por Cecilia Delgado Masse, Alejandra Labastida. 2013, MUAC-UNAM, Ciutat de Mèxic.
- Carlos Bunga: A temporalidade do espaço. Textos por Cecilia Alemani, Filipa Oliveira, Nab Haq y Marta Jecu. 2010, Espaço Avenida, Lisbon.
- Carlos Bunga. Milton Keynes Project. Editado por Emma Dean, y Michael Stanley. 2007, Milton Keynes Gallery, Milton Keynes.